# 大興寺 (海南郡)

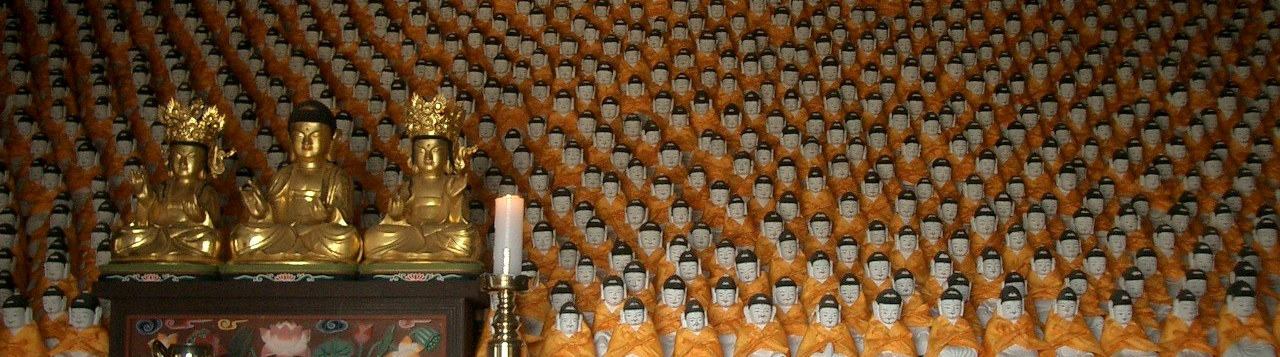
大屯寺千仏

大興寺（だいこうじ、テフンサ、대흥사）は、全羅南道海南郡にある仏教寺院。韓国仏教界の最大勢力である曹渓宗（大韓仏教曹渓宗）の第22教区本寺である。
正式名称は大屯寺（テドゥンサ、대둔사）で、「大興寺」の名は日本統治時代から1993年にかけてのものである。ただし世界遺産での登録名称および寺の公式サイトでは「大興寺」が用いられる。

## 歴史
曹渓宗（大韓仏教曹渓宗）は、百済の時代の426年（久爾辛王7年）の創建としている。ほかに544年（新羅真興王5年）に阿道が創建したという説もある。
李氏朝鮮の太宗による1407年（太宗7年）の仏教弾圧の際、存続を許された88寺院の中に大屯寺の名前はなく、廃寺になったようである。 世宗による1424年（世宗6年）の仏教弾圧の際も、存続を許された36寺院の中に大屯寺の名前はなく、引き続き廃寺のままだったようである（朝鮮の仏教#李氏朝鮮時代の仏教弾圧）。
日本統治時代の1911年、寺刹令施行規則（7月8日付）によって、朝鮮三十本山に指定された（1924年以降は朝鮮三十一本山）。
2018年のユネスコの世界遺産で山寺(サンサ)、韓国の山地僧院の一つとして登録された。

## 文化財[5]
- 北弥勒庵磨崖如来坐像（大韓民国指定国宝308号）
- 塔山寺撞鐘（大韓民国指定宝物88号）